# Cleome moricandii
Cleome moricandii är en paradisblomsterväxtart som beskrevs av Briquet. Cleome moricandii ingår i släktet paradisblomstersläktet, och familjen paradisblomsterväxter. Inga underarter finns listade i Catalogue of Life.